# Fiebrigella albifacies
Fiebrigella albifacies är en tvåvingeart som först beskrevs av Oswald Duda 1930.  Fiebrigella albifacies ingår i släktet Fiebrigella och familjen fritflugor. Inga underarter finns listade i Catalogue of Life.